# Weapons of Grass Destruction

## Tracce
1. Holidays in the Sun - 2:46 - (cover dei Sex Pistols)
2. Devil Woman - 3:16 - (cover dei Cliff Richard)
3. I Dont Feel Like Dancin' - 3:48 - (cover dei Scissor Sisters)
4. She Was Skinny When I Meet Her - 1:57 -
5. Strawberry Fields Forever - 3:12 - (cover dei Beatles)
6. Before Your Old Man Gets Home - 3:00 -
7. Breaking The Law - 2:32 - (cover dei Judas Priest)
8. More Pretty Girls Than One - 2:49 -
9. Down Down - 4:08 - (cover degli Status Quo)
10. Walking Cane - 3:21 -
11. Paint It Black - 3:47 - (cover dei Rolling Stones)
12. Hungover Brokedown - 3:46 -
13. Poison - 4:06 - - (cover di Alice Cooper)
14. The Rider Song - 3:25

### Brani Bonus
1. Mein Teil - 2:28 - - (cover dei Rammstein)
2. I Got Erection - 2:26 - - (cover dei Turbonegro)
3. Eisgekuhlter Bommerlunder - 1:45 - (cover dei Toten Hosen)
4. Bar B Que - 1:46 - (traccia fantasma)

Nel brano Down Down vi è da segnalare la presenza di Francis Rossi come chitarrista ospite, esso è il coautore del brano e membro del gruppo Status Quo.